# Daydream Nation (película)
Daydream Nation es una película de 2010 de Canadá escrita y dirigida por Michael Goldbach. Es protagonizada por Calum Worthy, Kat Dennings, Reece Thompson, y Josh Lucas. La película se estrenó en el Festival Internacional de Cine de Toronto el 10 de septiembre de 2010.

## Sinopsis
La joven de 17 años Caroline Wexler (Kat Dennings) y su padre se mudan de la ciudad a un pequeño pueblo donde un incendio industrial arde interminablemente y todos en su escuela parecen estar drogados permanentemente. Uno de los compañeros de clase de Caroline, Thurston Goldberg (Reece Thompson), rápidamente se enamora de ella después de verla por primera vez en una fiesta. Caroline, sin embargo, se siente atraída hacia su profesor de inglés el Sr. Anderson (Josh Lucas), y ambos comienzan un affair. 
En Halloween, Thurston y sus amigos Paul (Landon Liboiron), Charles (Jesse Reid), y Craig (Calum Worthy) pasan la mayor parte del día drogándose e inhalando producto de limpieza, lo cual causa que Craig sufra violentas convulsiones durante la clase de salud. Después, el Sr. Anderson cancela sus planes con Caroline para poder ayudar a la profesora de salud, la Sra. Budge (Rachel Blanchard). El Sr. Anderson le dice a Caroline que deberían salir con otras personas para evitar sospechas, y le corta la llamada telefónica a Caroline. Sintiéndose molesta, Caroline sale con Thurston y terminan teniendo sexo en su auto. Al día siguiente, el Sr. Anderson se disculpa con ella, y le dice que su relación debe ser tan discreta como les sea posible. Hacen las paces y Caroline pasa la noche en la casa de él, y ella lee el borrador de la nueva novela de Anderson. 
Thurston continua intentando convencer a Caroline de salir con él, yendo a su casa con muffins. Después de que él es rechazado por el padre de Caroline, la madre de Thurston insiste en ir a hablar a su favor, lo que conduce a que ella y el padre de Caroline compartan un momento íntimo después de beber. Caroline se termina dando cuenta que el Sr. Anderson es altamente disfuncional, y rompe la relación a favor de Thurston. Esto hace que el Sr. Anderson intente todo para sabotear el romance, y la vida de Caroline se vuelve un caos. Mientras tanto, hay un asesino serial rondando por el pueblo.

## Elenco
- Kat Dennings como Caroline Wexler.
- Reece Thompson como Thurston.
- Josh Lucas como Barry Anderson.
- Andie MacDowell como Enid Goldberg.
- Rachel Blanchard como Ms. Budge.
- Calum Worthy como Craig.

## Producción
El rodaje comenzó en Vancouver el 9 de enero de 2010.